# Воздыхальница
Воздыхальница (укр. Уздихальниця) — гора в Подольском районе Киева. Расположена неподалёку от Андреевского спуска.
Впервые гора вспоминается в документах середины XVI века. Гору, которая была выше Замковой, необходимо было «унизить копанием», чтобы с её вершины нельзя было обстреливать дворец. Во время земляных работ нашли пещеру древнего отшельника, а в ней, как торжественно сообщает летописец, — «горшок ни с чем, а больше ничего».
Во второй половине IX века крайне на Замковой горе находилось небольшое поселение лука-райковецкой культуры.
Современная Воздыхальница является одним из любимых мест туристов. На горе расположен «Замок Ричарда Львиное Сердце». Раньше по тоннелям, лестницам и галереям «дома Ричарда» можно было попасть на вершину Воздыхальницы, из которой открывается панорамный вид на Подол, Оболонь, Северный мост, Воскресенку, массив и село Троещину. В хорошую погоду видна река Десёнка, которая впадает в пролив Черторой. Сейчас на этой вершине уже несколько лет подряд устраивают фестиваль молодёжного украинского кино.